# Філімонови
Філімо́нови (рос. Филимоновы) — присілок у складі Орловського району Кіровської області, Росія. Входить до складу Орловського сільського поселення.
Населення становить 64 особи (2010, 60 у 2002).
Національний склад станом на 2002 рік — росіяни 100 %.